# ラ・ヴァッレ・アゴルディーナ
ラ・ヴァッレ・アゴルディーナ（伊: La Valle Agordina）は、イタリア共和国ヴェネト州ベッルーノ県にある、人口約1,100人の基礎自治体（コムーネ）。

## 地理

### 位置・広がり

#### 隣接コムーネ
隣接するコムーネは以下の通り。
- アーゴルド
- ロンガローネ
- リヴァモンテ・アゴルディーノ
- セーディコ
- ヴァル・ディ・ゾルド

### 気候分類・地震分類
気候分類では、zona F, 3848 GGに分類される。
また、イタリアの地震リスク階級 (it) では、zona 2 (sismicità media) に分類される。

## 行政

### 分離集落
ラ・ヴァッレ・アゴルディーナには、以下の分離集落（フラツィオーネ）がある。
- le Campe, Cancellade, Chiesa (sede comunale), Conaggia, Cugnago, Fadés, Gaidón, Lantrago, Matten, la Muda, Noàch, Ronche, Torsas